# بني صلاح (حزم العدين)

تعديل مصدري - تعديل

بني صلاح محلة تابعة لقرية وادي موعة، التابعة لعزلة حقين بمديرية حزم العدين إحدى مديريات محافظة إب في الجمهورية اليمنية، بلغ تعداد سكانها 102 حسب تعداد اليمن لعام 2004.